# カスパール・アントン・カール・ヴァン・ベートーヴェン
カスパール・アントン・カール・ヴァン・ベートーヴェン（Kaspar Anton Karl van Beethoven 1774年4月8日受洗 - 1815年11月15日）は、作曲家のルートヴィヒ・ヴァン・ベートーヴェンの弟。

## 生涯

### 幼少期
ヨハン・ヴァン・ベートーヴェンと妻マリア・マグダレーナの子としてボンに生まれた。母は1787年7月17日、カスパールが13歳の年に他界している。

### キャリア
1794年、故郷のボンを発ってウィーンへと移った。ルートヴィヒも先日この街に越してきていた。ルートヴィヒの伝記作家であるアレグザンダー・ウィーロック・セイヤーは、当初この兄が彼を経済的に援助し、弟子を見つける手伝いも行ったのだと述べている。間もなくカスパールは自立していく。彼は作曲にも挑戦したが、この分野で才能が花開くことはなかった。
1800年、経理部門で働き始める。またこの頃にはルートヴィヒの周りで、非常勤の秘書として音楽出版社との仕事上のやり取りを処理するなど、近しく働いていた。もっとも、この仕事での彼の働きぶりはお粗末であったとされている。仕事をした出版社は、彼を傲慢で機転の利かない人物であるとみていた。下記はカスパールが出版社に送ってた短い手紙の例である。オッフェンバッハ・アム・マインのヨハン・アントン・アンドレ宛てのものから引用している。

ウィーン、1802年11月23日
拝啓
兄の作品をいくつかご所望の由、手紙を拝領いたし大変感謝いたしております。
現在、交響曲1曲と大ピアノ協奏曲1曲のみがあり、それぞれ300フローリンとなっております。万一3つのピアノソナタをご希望であれば、全てウィーンの通貨にて900フローリンを申し受けます。これらはすぐにはお引き渡し出来ません。兄はもはやそんな小品にはわざわざ手を付けることなく、オラトリオやオペラなどばかりを書くのですが、5、6週間ごとに1曲ずつであればご用意できるかと。
どの作品も刷数は8部までとなっております。楽曲に関心がおありの場合もそうでない場合も、ご返答いただきますようお願いします。でないと、別の方へ販売するにあたり遅れを生じてしまいます故。
全楽器の伴奏つきのヴァイオリンのための2つのアダージョもございまして、こちらは135フローリンとなっております。各2楽章の2つの易しいソナタには280フローリンを頂戴します。私どもの友人であるコッホによろしくお伝えください。
敬白
K. v. Beethoven
R. k. Treasury Official
出版者のニコラウス・ジムロックは1805年7月30日の書簡の中で、カスパールに対応せねばならなかった憤りを次のように表明している。「私はまだドイツ人を非常によく理解していますが、それでも貴方が『我々の』出版社や『我々』といった単語で何を伝えようとしたのか理解できません。ルイ・ヴァン・ベートーヴェンからソナタ 作品47を購入しましたが、それに関する彼の手紙には会社への言及はありません。」
カスパールの仕事ぶりは兄弟間にも軋轢を生んだ。1801年または1802年のあるとき、カスパールは直近に完成されたピアノソナタ集（作品31の第16番、第17番、第18番）をライプツィヒのある出版社へ販売したのだが、ベートーヴェンは既にこれらをハンス・ゲオルク・ネーゲリの出版社に対して約束していたのである。これに伴う口論はまさに「殴り合いに発展した」と、初期のベートーヴェンの伝記作家であるフェルディナント・リースは伝えている。1806年以降、カスパールが兄の代理人を務めることはほとんどなかった。
1809年、役所の仕事で昇進したカスパールは副清算人となり、1000フローリンの給金に加えて160フローリンが貸与された。不幸なことに、オーストリア政府は深刻な財政難に見舞われており、役人に支払われる紙の証文は額面よりも相当に低い金額で流通していた。しかし、このときまでに彼は、後述の妻が父より相続したアルザーフォアシュタット郊外の貸家から賃料収入を得られるようになっていた。

### 結婚
1806年5月25日、カスパールはヨハンナ・ライスと結婚した。ヨハンナは妊娠6か月で、彼らは生まれた息子をカールと名付けた。ルートヴィヒとヨハンナは当初より険悪で、カスパールとの兄弟仲もこの結婚を機に悪化することになった。
カスパールの家は、ルートヴィヒに関してしばしば語られる逸話の舞台である。1809年8月11日の夜、ウィーンはナポレオンの侵攻部隊の砲撃を受けた。既にかなり聴覚を失って相当に気を病んでいたルートヴィヒは弟の家の地下室に避難し、残された聴力が守られるよう願いつつ頭を枕で覆ったという。

### 病と最期
1812年、カスパールは結核に倒れた。ルートヴィヒは一家を支えようと力を貸した。彼はキンスキー公妃に自分には「不運にも病を患った弟と彼の家族全員をすっかり支援する義務」があると語っている。
1813年にカスパールの容体が著しい悪化を見せ始めると、彼は自分が死亡した場合にはルートヴィヒを当時6歳の息子の後見人につけるという宣言書に署名を行った。同日にルートヴィヒは1500フローリンを貸与し、カスパールの妻が保証人となった。カスパールは1815年11月15日に帰らぬ人となる。その前日にしたためられた遺言書に、彼は息子の後見人として妻とルートヴィヒの両名を任命し、2人が長きにわたる敵対関係を忘れてくれるよう願っている様子であった。この努力は失敗に終わる。彼の死後、ルートヴィヒとヨハンナはカールの親権を巡って長きにわたる骨肉の争いへ入っていくのである。

## 作品
- 管弦楽のための12のメヌエット WoO 12 （1799年）
- ピアノ三重奏曲 ニ長調 Anh. 3 （1799年）
- ピアノのためのロンド 変ロ長調 Anh. 6 （1799年）